# Sundanesi

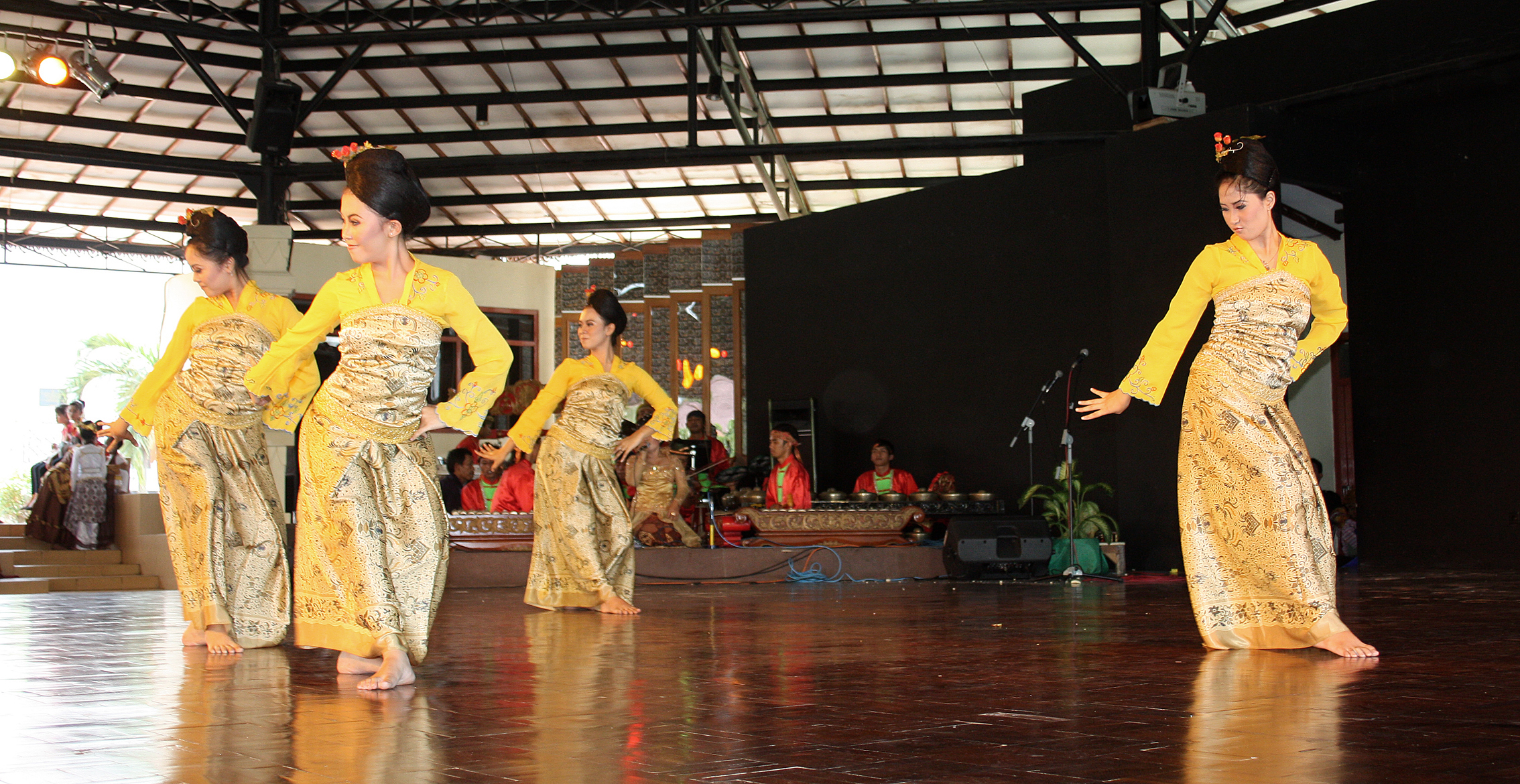
Jaipongan Mojang Priangan, danza tradizionale sundanese

I sundanesi o sondanesi sono un gruppo etnico nativo della parte occidentale dell'isola indonesiana di Giava. Con 40 milioni di persone sono il secondo più numeroso gruppo in Indonesia. I sundanesi sono in maggioranza di religione musulmana, la loro lingua è il sundanese (Urang Sunda, o Orang Sunda in sundanese o Suku Sunda in indonesiano).
I sundanesi sono tradizionalmente concentrati nella provincia di Giava Occidentale, Benten, Giacarta e la parte occidentale di Giava Centrale.
Migranti sundanesi possono trovarsi anche Lampung e Sumatra meridionale.
La cultura sundanese ha molte similarità con la cultura giavanese, sebbene differisca per essere apertamente islamica, con meno elementi indù-buddisti, e ha un sistema sociale gerarchico meno rigido.
L'identità comune che lega i sundanesi sono la loro lingua e cultura.

## Cultura

### Lingua sundanese

Scrittura sundanese

La lingua sundanese è parlata approssimativamente da 36 milioni di persone ed è la seconda lingua regionale più parlata in Indonesia, dopo il Giavanese.
oggi, viene scritta per lo più in alfabeto latino, sebbene ci sia uno sforzo di riprendere la scrittura sundanese che era usata tra il XIV e il XVIII secolo.
I nomi delle strade di Bandung e di altre città sono scritti sia in latino che in sundanese.